# Stadion Miejski w Gdyni (1938–2009)
Stadion Miejski – nieistniejący już wielofunkcyjny stadion w Gdyni, w Polsce. Funkcjonował w latach 1938–2009. Mógł pomieścić 12 000 widzów. Swoje spotkania rozgrywali na nim piłkarze Bałtyku Gdynia oraz Arki Gdynia, jeden mecz rozegrała tutaj również reprezentacja Polski. W latach 2009–2011 w miejscu starego obiektu powstał nowy, typowo piłkarski Stadion Miejski na ponad 15 000 widzów.
Stary Stadion Miejski w Gdyni został wybudowany w latach 1937–1938. W latach 1961–1964 został rozbudowany przez stocznię im. Komuny Paryskiej i zainaugurowany 28 lipca 1964 roku. Gospodarzem obiektu byli odtąd piłkarze stoczniowego klubu Bałtyk Gdynia. Drużyna ta w latach 1980–1986 oraz w sezonie 1987/88 występowała w rozgrywkach I ligi (łącznie siedem sezonów); ponadto w 1983 roku wystąpiła w rozgrywkach Pucharu Intertoto. 4 listopada 1989 roku rozegrano pierwszy mecz przy sztucznym oświetleniu, była to pierwsza taka instalacja na Wybrzeżu i jedna z pierwszych w Polsce, oświetlone było również boisko treningowe. 21 sierpnia 1991 roku na obiekcie wystąpiła piłkarska reprezentacja Polski, pokonując w spotkaniu towarzyskim Szwecję 2:0. Od 2000 roku tutaj swoje spotkania rozgrywała również Arka Gdynia, w związku z zamknięciem stadionu przy ul. Ejsmonda. Pod koniec 2009 roku ruszyły prace rozbiórkowe na stadionie, a następnie rozpoczęto budowę w jego miejscu nowego. Stary obiekt przed zamknięciem mógł pomieścić 12 000 widzów i wyposażony był m.in. w podgrzewaną murawę oraz sztuczne oświetlenie o natężeniu 1200 luksów. Otwarcie nowej, typowo piłkarskiej areny na ponad 15 000 widzów miało miejsce 19 lutego 2011 roku.